# St. Martinus (Stetternich)

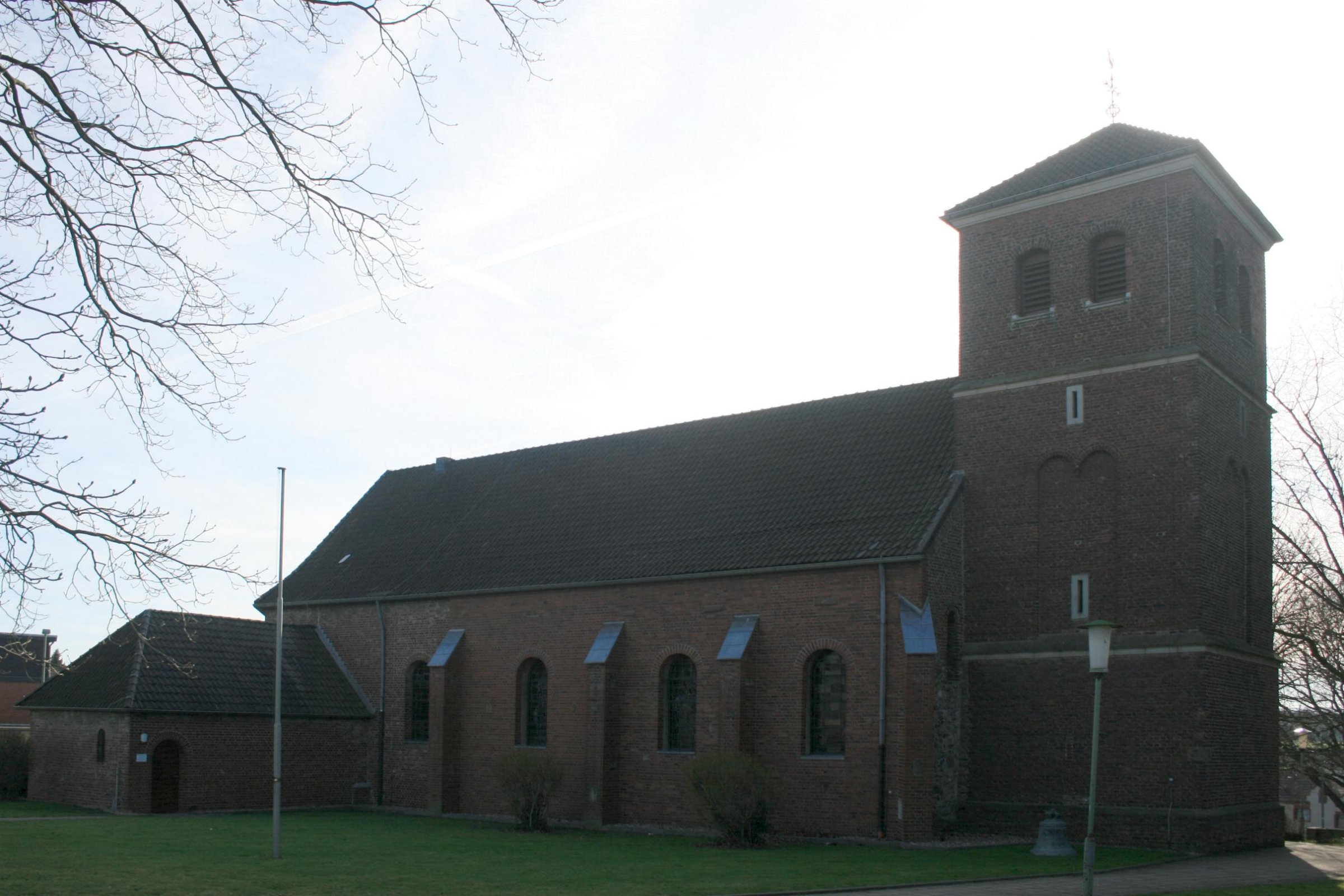
St. Martinus Stetternich

St. Martinus ist eine römisch-katholische Filialkirche im Jülicher Stadtteil Stetternich im Kreis Düren in Nordrhein-Westfalen. Die Kirche ist dem hl. Martin von Tours geweiht und gehört zur Jülicher Großpfarre Heilig Geist.

## Geschichte
Die Stetternicher Kirche wird das erste Mal im 13. Jahrhundert urkundlich erwähnt. Von dieser Kirche sind heute keine Spuren mehr vorzufinden. Im 15. Jahrhundert wurde die alte Kirche durch einen gotischen Neubau ersetzt. Diese gotische Kirche wurde nach 1674 erweitert und umgebaut, sodass von der gotischen Kirche heute nur noch in der Südwand Reste erkennbar sind. 1716 wurde schließlich auf älteren Resten der Kirchturm errichtet. Im Jahr 1800 wurde das Kirchenschiff sehr stark durch einen Brand zerstört. So musste das Kirchenschiff in den Jahren 1803 bis 1804 fast komplett neu aufgebaut werden, lediglich der Turm hat den Brand relativ unbeschadet überstanden und blieb erhalten. 1936 baute man einen neuen Chor mit Sakristei an die Saalkirche an. Im Zweiten Weltkrieg wurde die Kirche sehr stark beschädigt.
Bis zum 31. Dezember 2012 war Stetternich eigenständige Pfarrgemeinde. Am 1. Januar 2013 wurde die Pfarre mit 13 weiteren ehemaligen Pfarreien zur Pfarre Heilig Geist Jülich fusioniert.

## Ausstattung
In der Kirche befinden sich ein barocker Hochaltar und eine barocke Kanzel. Diese stammen aus der Schlosskapelle in Jülich. Die beiden ebenfalls barocken Seitenaltäre stammen aus der Kartause Vogelsang und wurden 1742 geschaffen. Die beiden Beichtstühle wurden um 1920 geschaffen. Die Fenster der Kirche schuf die Fa. Julius Brand in den 1960er Jahren.

### Orgel
Die Orgel aus dem Jahr 1957 von der Orgelbauanstalt Karl Bach aus Aachen hat 15 Register auf elektropneumatischen Kegelladen mit folgender Disposition:
| I Manual C–g3 |    |
| Prinzipal     | 8′ |
| Salicional    | 8′ |
| Blockflöte    | 4′ |
| Prinzipal     | 2′ |
| Solotrompete  | 8′ |

| II Manual C–g3 |       |
| Gedackt        | 8′    |
| Prinzipal      | 4′    |
| Nachthorn      | 2′    |
| Nasard         | 1 ⁄3′ |
| Zimbel         | 1′    |
| Schalmey       | 8′    |

| Pedal C–f1    |     |
| Subbass       | 16′ |
| Prinzipalbass | 8′  |
| Gedacktbass   | 8′  |
| Choralbass    | 4′  |

- Koppeln: I/P, II/P, Super P, II/I, Sub II/I, Super I
- Spielhilfen: 3 freie Kombinationen, Piano, Tutti, Walze, Zungenabsteller, Piano Pedal

## Pfarrer
Folgende Priester wirkten bis zur Auflösung der Pfarre 2013 als Pastor an St. Martinus:
| von – bis | Name                |
| --------- | ------------------- |
| 1932–1938 | Franz Coenen        |
| 1939–1969 | Eduard Heynen       |
| 1969–1978 | Gottfried Jaeger    |
| 1978–2006 | Matthias Kuckelmann |
| 2006–2013 | Konrad Keutmann     |